# Gustav Gilbert
Gustav Gilbert, född 24 december 1843 i Rätzlingen, Hannover, död 3 januari 1899 i Gotha, var en tysk historiker.
Gilbert var verksam som gymnasieprofessor i Gotha. Han utgav flera specialavhandlingar i grekisk fornkunskap och Handbuch der griechischen Staatsaltertümer (två band, 1881–1885; andra upplagan av band I, 1893).